# كيويوكي يانادا
كيويوكي يانادا (梁田清之 يانادا كيويوكي) هو مؤدي أصوات ياباني ولد في 10 مايو في نيريما، طوكيو.

## أدواره في الأنمي

### مسلسلات أنمي تلفزيونية
- سلام دانك - سعد
- بليتش - تيسّاي تسوكابيشي، بايغون
- لوست يونيفرس - نيزارد
- أبطال الديجيتال الجزء الأول - فولاذ
- دراغون بول GT - نابا، الجنرال ريلدو
- جنود السايبورغ - أطلس
- هاجيمي نو إيبو - تاكوما سايكي
- إينوياشا - روياكان
- دي جرايمان - نويز ماري
- تنجن توبا جورين لاجان - تيميلف
- ديث نوت - تاكيشي أوي
- كاشرن سينز - فولكان
- خيميائي الفولاذ FULLMETAL ALCHEMIST - هنشل
- كود جياس لولوش المتمرد - أنرياس دارلتون
- ساموراي تشامبلو - موكورو
- ترايجان - بادويك
- المقاتل النبيل - كاجيمارو
- ون بيس - ديك
- لاست إكسايل - غيل
- طموحات أودا نوبونا - سايتو يوشيتاتسو
- غريت تيتشر أونيزوكا - والد ناناكو ميزوكي
- دورارارا!! ×2 المقدمة - شو أوزاكي
- دورارارا!! ×2 المنتصف - شو اوزاكي
- دورارارا!! ×2 الخاتمة - شو أوزاكي
- طوكيو غول A√ - شاتشي
- بوكيمون - والد جيمس
- السائق (1988) - شوما أكاجي

### أوفا أنمي
- سينت سيا فصل هادس: العالم السفلي - ليكاون فليغياس
- بطولات أرسلان - زاندي

### أفلام أنمي
- بيرفكت بلو - مخرج
- DEAD LEAVES - 777
- تنجن توبا جورين لاجان: فصل جورين - تيميلف
- بليتش: ميموريز أوف نوبودي - تيسّاي تسوكابيشي، باو

## أدواره في ألعاب الفيديو
- مارفل VS كابكوم 3 - مايك هاغار
- ألتيميت مارفل VS كابكوم 3 - مايك هاغار

## وصلات خارجية
- كيويوكي يانادا على موقع IMDb (الإنجليزية)
- كيويوكي يانادا على موقع ميوزك برينز (الإنجليزية)
- كيويوكي يانادا على موقع ديسكوغز (الإنجليزية)
- كيويوكي يانادا على موقع قاعدة بيانات الفيلم (الإنجليزية)
- كيويوكي يانادا على موقع ANN person (الإنجليزية)